# Sąd Parysa

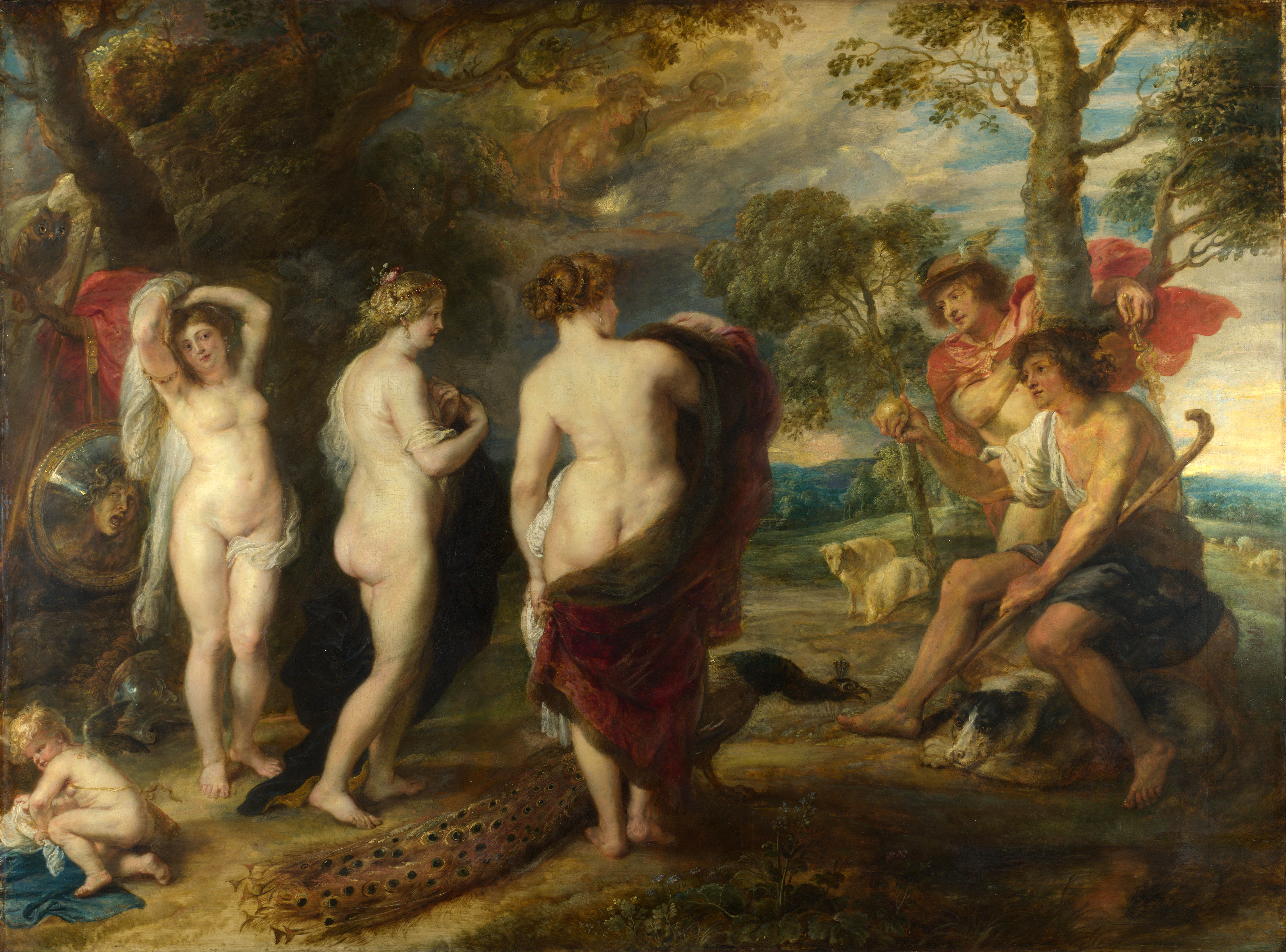
Sąd Parysa (Peter Paul Rubens)

Sąd Parysa – wydarzenie z mitologii greckiej, wyrok wygłoszony przez Parysa w sporze o tytuł najpiękniejszej pomiędzy boginiami Afrodytą, Ateną i Herą, w którym nagrodą było jabłko niezgody rzucone przez Eris.

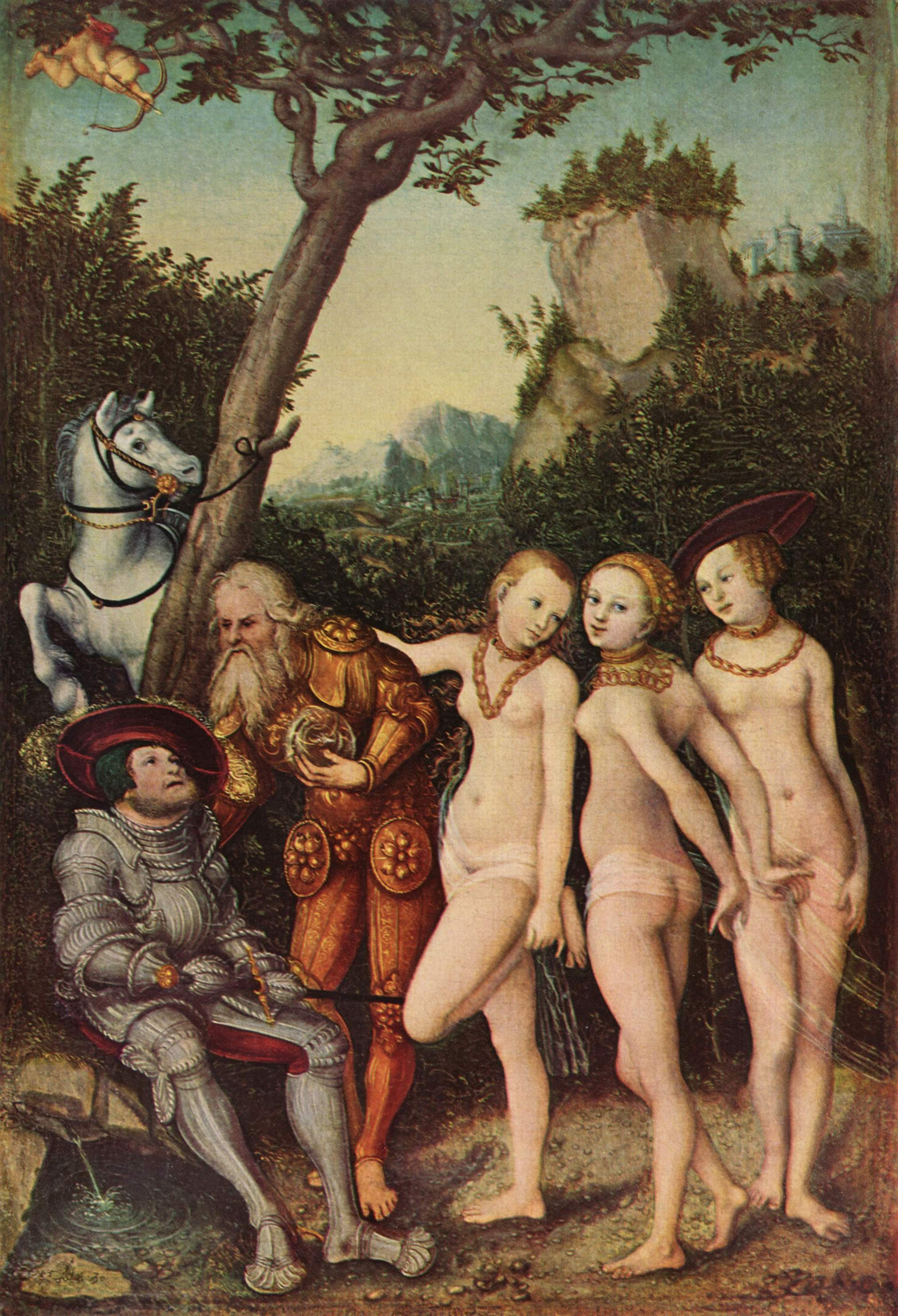
Sąd Parysa (Lucas Cranach st.)

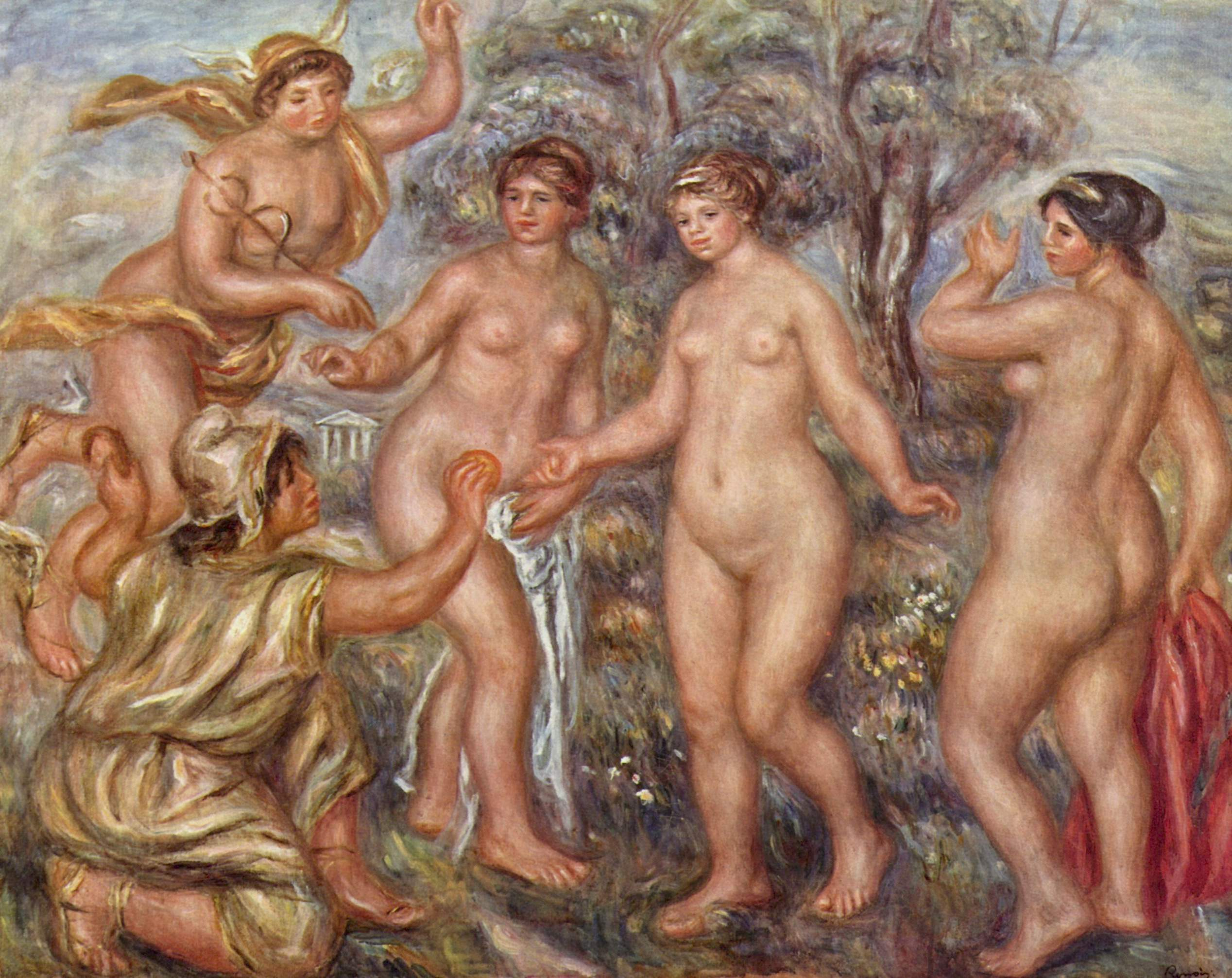
Sąd Parysa (Auguste Renoir)

Każda z bogiń obiecała Parysowi nagrodę za zwycięstwo.
Parys wybrał Afrodytę, która obiecała mu za żonę Helenę (wówczas żonę Menelaosa).
Porwanie Heleny przez Parysa stało się przyczyną wojny trojańskiej.